# Михаило Шушкаловић
Др Михаило Шушкаловић био је српски лекар, национални револуционар и политичар из времена борбе за Македонију. 

## Биографија
Био је родом из Сарајева, син Алексе Шушкаловића, српског сарајевског учитеља. Основну школу и гимназију завршио је у Београду, а медицински факултет у Бечу. Као лекар радио је у Варварину, Ваљевској Каменици и Скопљу. Дирекција Источних железница изабрала га је за свог лекара на линије Скопље Жбевац, да би у Скопље прешао 1889.  У Скопљу се заједно са Богданом Раденковићем и Михаилом Манчићем посветио српском национално-револуционарном раду, основавши 1905. скопски одбор српске четничке организације. Након ослобођења 1918. два пута је биран за народног посланика у скопском округу на листи Демократске странке. Био је посланик Привременог народног представништва и Уставотворне народне скупштине Краљевине Срба, Хрвата и Словенаца.